# Oenothera clelandii
Oenothera clelandii är en dunörtsväxtart som beskrevs av W. Dietrich, P.H. Raven och W.L. Wagner. Oenothera clelandii ingår i släktet nattljussläktet, och familjen dunörtsväxter. Inga underarter finns listade i Catalogue of Life.

## Bildgalleri

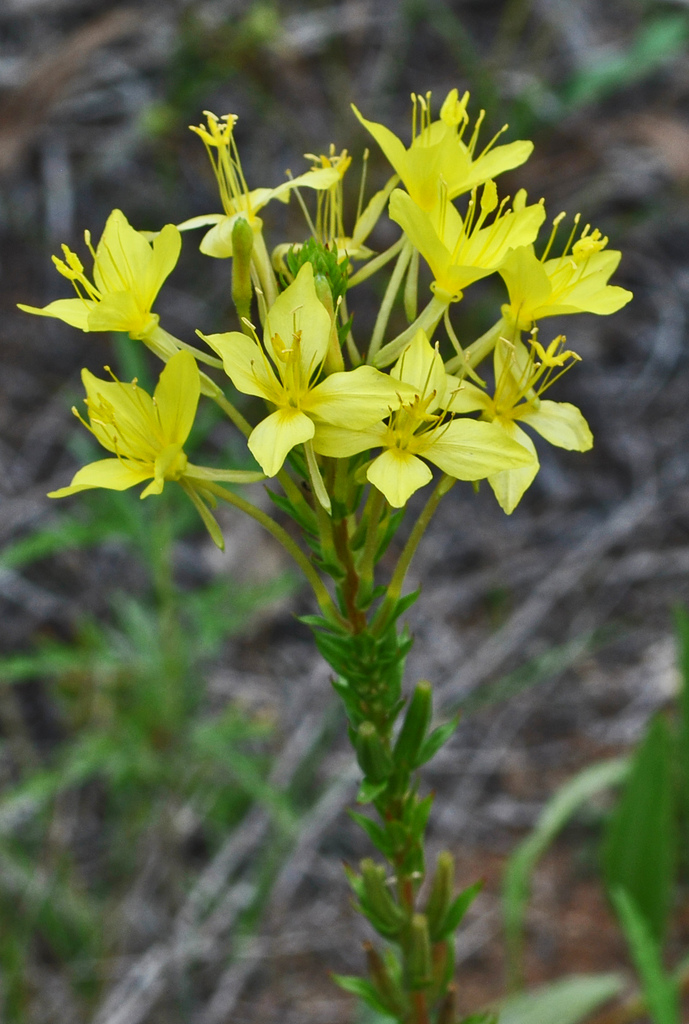